# Шах Алам II
Джалал эд-Дин Абул Музаффар Мухаммед Али Гаухар, известный как Шах Алам II (15 июня 1728, Дели — 19 ноября 1806, Дели) — правитель Моголов, падишах Империи Великих Моголов в Индии с 1759 по 1806 год.

## Биография
Шах Алам II был старшим сыном Великого Могола Аламгира II. В 1758 году, во время усобицы, вызванной борьбой за власть двух министров его отца (одного из которых поддерживали маратхи, а другого — афганская держава Дуррани), Шах Алам бежал в Бихар. После того, как Аламгир II был 29 ноября 1759 года убит в Дели, на престол падишаха взошёл другой правнук Аурангзеба — Шах Джахан III. Этот последний правил недолго и был свергнут.

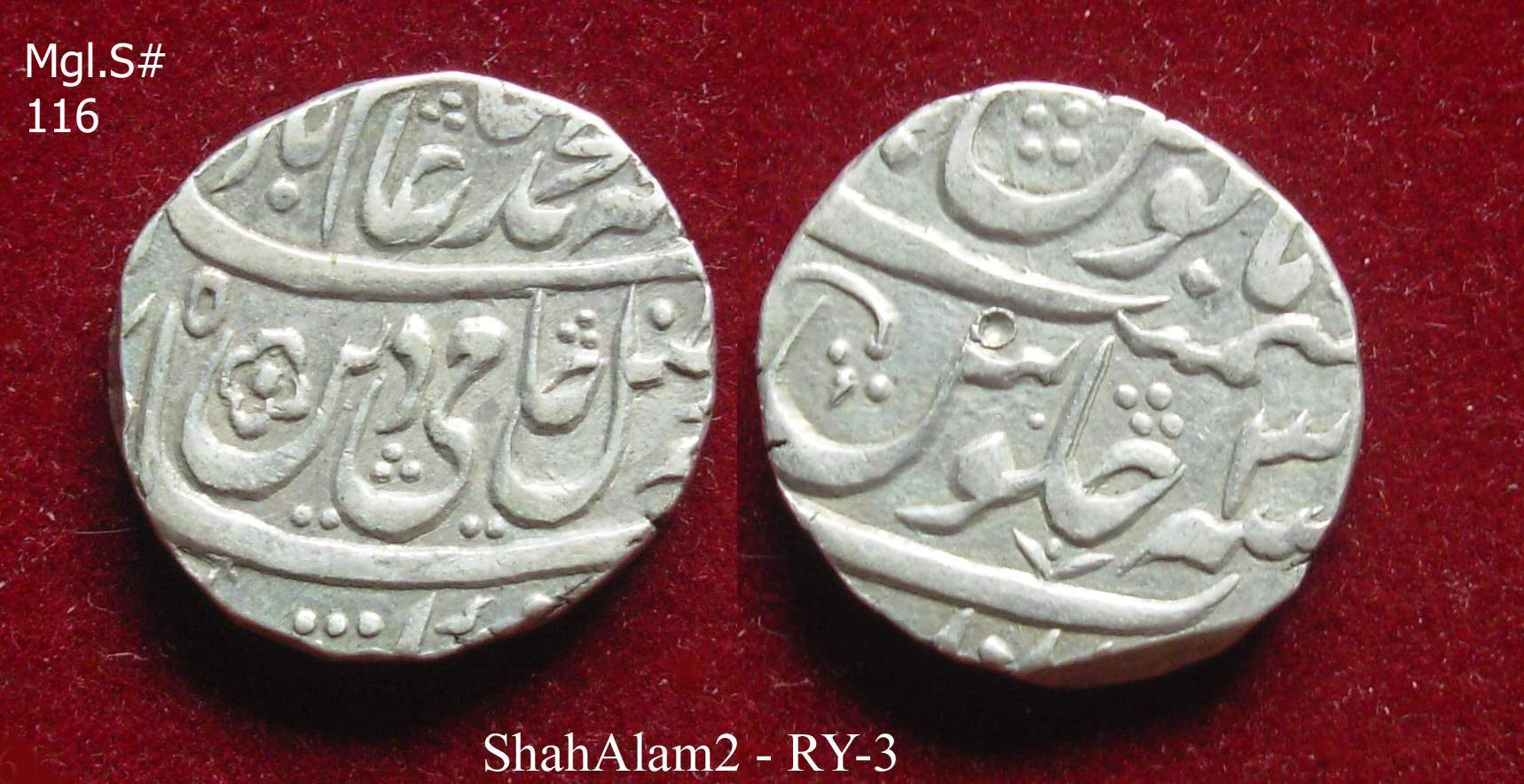
Серебряная рупия Шах Алама II

24 декабря 1759 года — ещё во время правления Шах Джахана III — Шах Алам II провозгласил себя падишахом государства Великих Моголов. После поражения, понесённого им в битве при Буксаре в ноябре 1764 года, Шах Алам II уступил Британской Ост-Индской компании Бенгалию, Бихар и Ориссу. Будучи сосланным англичанами в Аллахабад, падишах, при посредничестве сефевидского принца Мирзы Наджаф Хана, 15 февраля 1771 года заключил договор с маратхами, которые за 4 миллиона рупий согласились вернуть ему власть в Дели. 6 января 1772 года, при помощи маратхского войска, Шах Алам II вновь занял трон Великих Моголов. При поддержке Мирзы Наджаф Хана, возглавившего армию падишаха, ему удалось сдержать натиск сикхов, удерживая их в пределах Пенджаба. В то же время власть падишаха Великих Моголов была столь слаба, что едва распространялась за пределы Делийского округа.
В 1788 году Дели захватила афганская армия под командованием евнуха Гулям Кадир-хана. Шах Алам II был вновь свергнут с трона, заключён под стражу и через несколько дней ослеплён. Вместо него падишахом был провозглашён Бидар Бахт. После изгнания маратхами из Дели афганцев и Байдар Бакта в том же году падишахом опять стал слепой Шах Алам II. После разгрома маратхов во Второй англо-маратхской войне, Шах Алам II был вынужден в августе 1803 года признать «покровительство» британской Ост-Индской компании. Принадлежавшие ему территории были конфискованы и поставлены под управление специально назначенного для этого английского резидента. В то же время Шах Алам II мог по-прежнему титуловаться падишах; резиденцией его оставался делийский Красный форт. От английского правительства ему выплачивалась пенсия.